# لوكو روكو ميدنايت كارنيفال
لوكو روكو: ميدنايت كارنيفال، هي لعبة فيديو يابانية تابعة لسلسلة لوكو روكو، تم إصدارها في الأسواق سنة 2009، وأعيدت إصدارها عام 2022، وتعمل على منصات بلاي ستيشن بورتبل وبلاي ستيشن 4 وبلاي ستيشن 5، وهي من تطوير جابان ستوديو ونشرها سوني كمبيوتر إنترتنمنت.